# イーヴ・ゴダール
イーヴ・ゴダール（Yves Godard, 1911年12月11日 - 1975年3月3日）は、フランスドゥー＝セーヴル県サン＝メクサン＝レコール生まれのフランス陸軍軍人で、対反乱作戦の専門家。軍から脱走後は秘密軍事組織 (OAS) 指導者の一人となる。

## 略歴

### 第二次世界大戦
サンシール士官学校を卒業後、アルペン猟兵将校に任官した。1939年、スキー部隊の訓練教官として滞在していたが第二次世界大戦が勃発、その後フランスに帰国。1940年のフランス侵攻戦で捕虜となった。捕虜収容所から2回脱走を図るが失敗、ポーランドの捕虜収容所に移送された。そこで3度目の脱走に成功し、1944年3月フランス・パリに帰還した後、オート＝サヴォワ県のレジスタンスに合流し正規軍に復帰し終戦を迎えた。

## 対反乱戦と政治策謀

### 対反乱戦
1948年、第11電撃落下傘大隊の第2代大隊長に任命される。この部隊は落下傘隊員で構成される防諜・外国資料局（SDECE）の所属部隊で、同機関の秘密作戦を担当していた。編成後すぐに第一次インドシナ戦争に投入され数々の作戦に参加。ディエンビエンフーの戦いの際、彼が率いた部隊はラオスから進撃して同地を救援する作戦を実行、しかし到着前に守備隊は降伏し作戦は中止された。
1955年、第10落下傘師団に配属され、1956年には師団参謀長に任命される。11月5日、第二次中東戦争（スエズ動乱）ではフランス派遣軍第10落下傘師団の一員として従軍した。1957年1月16日に発生したラウル・サラン将軍暗殺未遂事件（バズーカ事件）の容疑者を尋問するも、結局その理由を聞き出すことはできなかった。
1957年1月7日、前年9月頃から続いていたアルジェの戦いの決定的解決を求めるラコスト総督の要請に応じ、第10落下傘師団を治安維持に投入されることとなり、ゴダールは直ちにアルジェ警察に部下を派遣し、アルジェリア民族解放戦線（FLN）の容疑者リストを接収し、不眠不休の作業の末検挙対象者を絞り隷下の4個落下傘連隊に配布の上、令状無しでの逮捕を推し進めた。拘束した容疑者達は拘留先にて拷問にかけられた。こうした苛烈な掃討戦はFLN構成員達の結束を揺るがし、徐々にゴダールの手元にはその組織の概要が掴める情報が集まってきた。
また、FLNアルジェ地区作戦指導者ヤーセフ・サーディの身柄をめぐる行動は市民も巻き込んでの激しい戦いとなったが、最後はゴダールが直接指揮を執ってサーディを逮捕した。
アルジェの戦いの後、その焦点は地方に移った。ゴダールはアルジェでの勝利の余勢を駆って地方幹部の掃討するべく、ロジェ・トランキエ大佐が極秘裏に創設した情報開発班（GRE）を引継いで謀略に打って出た。この組織は現地人や混血人で構成され、スパイの潜入や二重スパイの摘発を行う諜報機関であった。友軍の妨害もあったが（前線部隊は敵部隊の中に味方のスパイがいるとは当然思っていない）、FLNの資金源破壊や主要幹部の一斉摘発で目覚しい成果を挙げた。さらに偽の通信文を意図的に放置し、それを見たFLN幹部を疑心暗鬼に落とし入れ、新規構成員やアルジェからの脱出者を粛清させたのであった。
ゴダールがかつて指揮していた第11電撃落下傘大隊は、防諜・外国資料局とともに武器商人対しても「攻撃」を行っていた。それは商品であるプラスチック爆薬がカゼインにすり替わっていたり、関係国に圧力をかけ商品を使用不能な状態にさせた上で輸出させたり、あるいはもっと直接的な方法で暗殺も行われた。
1958年、ジャック・マシュ将軍の第10落下傘師団長解任事件により、アルジェの最高権力者に君臨した3人の大佐連（他の二人は落下傘師団参謀長アントワーヌ・アルグー大佐とゴダールの後任として第五局長を務めるジャン・ギャルド大佐である）の一人となった。

### 反ド・ゴール活動
シャルル・ド・ゴール大統領の政策に不満を持っていた多くの将校達は、同じく不満を持つ過激なピエ・ノワール達と共に1960年、バリケードの一週間を引き起こす。当事件において黒幕として反ドゴール活動を行っていたが、抗議行動は崩壊し、加担した将校達も本国に召還された。
ゴダールもその一人で、最もアルジェリア情勢に詳しく経験も豊富な彼は怒りのうちに帰国した。そこで彼を待っていたのは在ポーランド大使館付武官の人事であった。彼に懐かしの地ではあったが、筋金入りの共産主義嫌いであったのでこれを受け入れることはできなかった。やむなくスヴェール駐屯部隊、次にメス駐屯部隊とたらい回しにされたが、メスの地にてアルグー大佐と合流し、ジャック・フォール将軍など、次第にアルジェリアに因縁深い落下傘部隊の元連隊長達と密談を交わすようになった。
1961年4月20日、かねてから準備していた通りに将軍達の反乱を実行した。この際ゴダールは情報活動を取り仕切る責任者であったが、アルジェに戻ってきた嬉しさのあまり、作戦の詳細情報を記入した書類入りの鞄を道路に置き忘れるという失態を犯している。4月23日、ゴダールが詳細に計画したパリの政経中枢部制圧作戦を実施する予定であったフォール将軍が逮捕され、計画につまずきが見え始めた。翌4月24日、叛乱は失敗に終わり、ゴダールはアルジェ市内にあるピエ・ノワール出身の女性ジャーナリストが住むアパートに潜伏。その後、欠席裁判で死刑判決が出た。

## OAS
潜伏中、アルジェリアの極右フランス人・軍人らによる反政府組織・OASと接触、意を共にする同志として迎え入れられ、ゴダールは指導者の一人として（もっとも軍人出身者で実質的な指導層になったのは彼一人だけであり、ほかは創設したコロンやピエ・ノワール達が主流であった）、早速組織の強化に着手した。
彼はかつて掃討戦で培った知識と経験を活かし、脆弱であった組織面や戦闘力および抗甚性を強化してバラバラであった過激派を統合し、脱走兵達を吸収していった。やがて親ド・ゴール系の官憲やFLNとの抗争が激化し、警察の不正規行動部隊「バルブース」を壊滅させた。しかし、これを攻撃するために情報が漏れ、結果的に約600人が逮捕され壊滅寸前になる。
その後国家憲兵隊の装甲車を撃破し、OASは主導権をとり戻したかに見えたが、1962年6月17日、OASとFLNは休戦協定を結んだ。エビアン協定の締結と共にピエ・ノワール達のアルジェリアからフランスへの大脱出が始まった。この混乱の中ゴダールはギリシャへ逃亡し、1967年頃まで地下潜伏した。

## その後
ゴダールはギリシャからベルギーに亡命し、モンス近郊にて小さな工場を経営しながら慎ましやかな生活を送っていた。1968年、ド・ゴール特命により恩赦がなされ、多くの連隊長クラスは帰国したが彼は帰らなかった。晩年にはアルジェでの拷問に効果があったのか疑問を持つようになったという。1975年3月3日、64歳で亡くなった。